# Southwark
Southwark of The Borough is een gebied in het Londense bestuurlijke gebied Southwark, in de regio Groot-Londen. Hier is onder meer de markt de Borough Market gelegen.

## Geschiedenis
Tot 1550 viel Southwark buiten de jurisdictie van de City of London. Het had de reputatie een toevluchtsoord te zijn voor criminelen en voor handelaars die zich wilden onttrekken aan de gilderegels van de Livery Companies. Onder de buitenlandse ambachtslieden die gebruik maakten van dit statuut was een Vlaamse gemeenschap. De brandglasschilders Barnard Flower en Galyon Hone schopten het tot King's Glazier.
In 1905 werd Southwark een bisdom van de Anglicaanse Kerk en kreeg de kerk de status van kathedraal. In de kathedraal van Southwark is een gedenksteen in de vloer aangebracht ter herdenking van de slachtoffers van een ongeluk op de Theems in augustus 1989, waarbij de plezierboot Marchioness zonk na een aanvaring met het baggerschip Bowbelle.

## Museum in Southwark
- Imperial War Museum

## Geboren in Southwark
- John Harvard (1607-1638), predikant, weldoener van de naar hem vernoemde universiteit
- Carl Cort (1977), voetballer
- Sam Spruell (1977), acteur
- Gemma Chan (1982), actrice
- Ryan Bertrand (1989), voetballer
- Mikey Moore (2007), voetballer